# Documenta fifteen

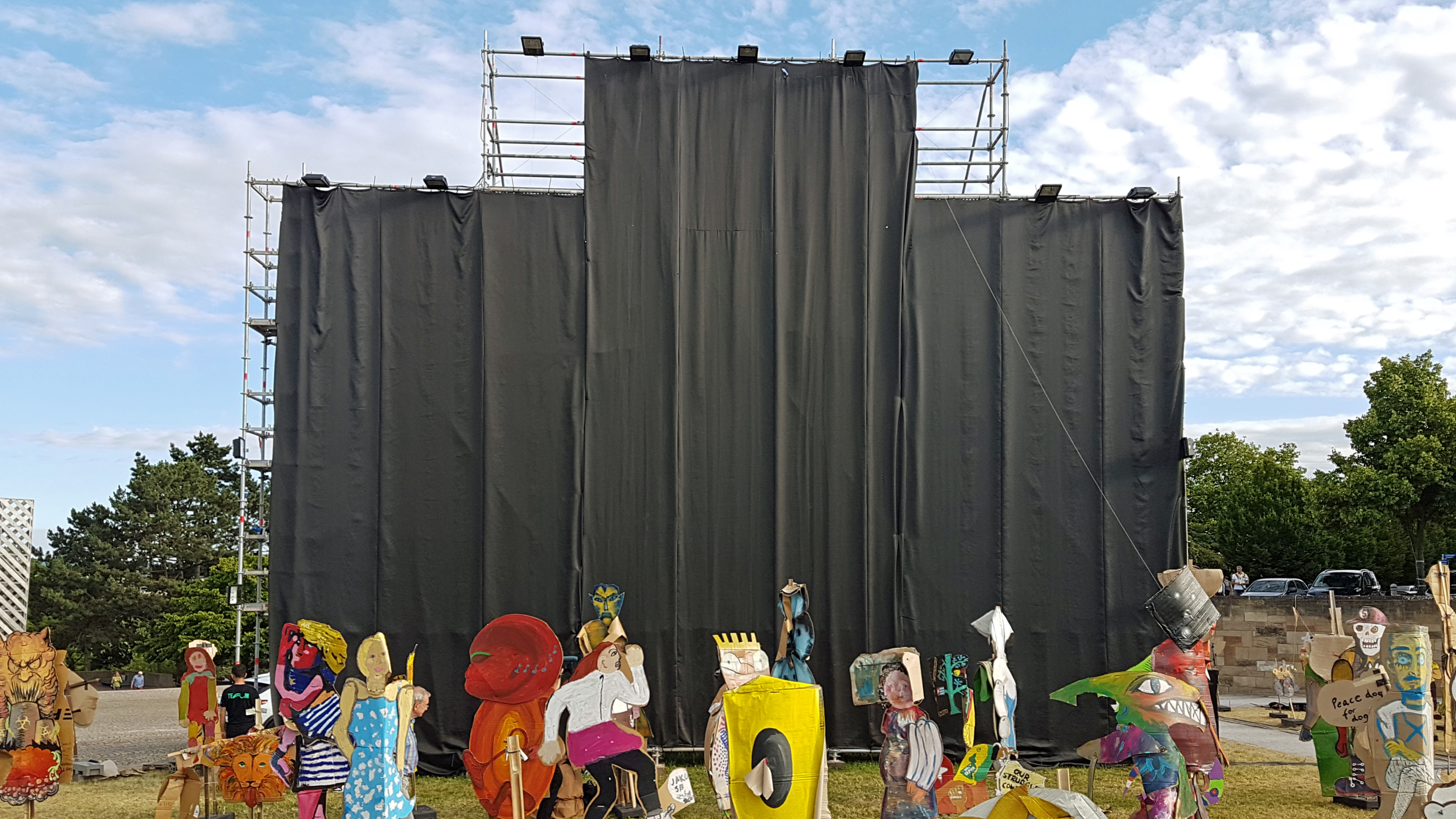
Storformatsmålningen People's Justice övertäckt den 21 juni 2022.

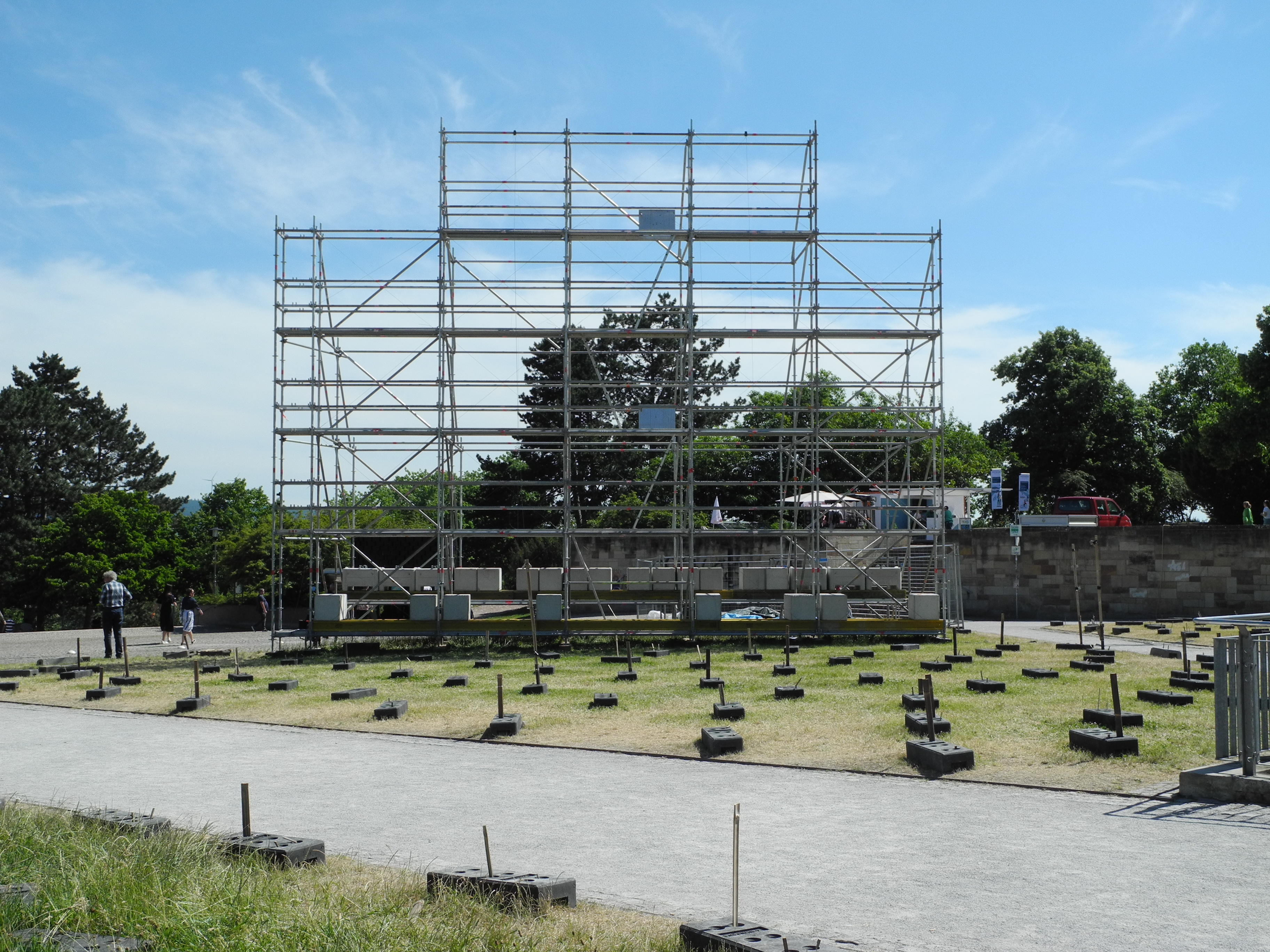
People's Justice borttagen den 22 juni 2022.

documenta fifteen är den femtonde documenta-utställningen av samtida konst i Kassel i Tyskland. Den ska hållas 18 juni – 25 september 2022.
Som konstnärlig ledare utsågs i februari 2019 den indonesiska konstinstitutionen ruangrupa i Jakarta, som drivs av en kärngrupp på tio personer.
Arbetsnamnet för utställningen var "Lumbung", som betyder "rislada", en kommunal lagringsplats där säd förvaras för framtida gemensam användning.

## Deltagande konstnärer, konstcentra och andra organisationer
- kkibawiKrrr
- ook_reinaart vanhoe, Nederländerna
- Richard Bell, USA
- Taring Padi, konstnärskollektiv i Indonesien
- Wakaliwood, filmstudio i Uganda
- Agus Nur Amal PMTOH
- Arts Collaboratory
- Black Quantum Futurism
- Chimurenga
- Jumana Emil Abboud, Palestina
- Nino Bulling, Tyskland
- Subversive Film
- Cinema Caravan und Takashi Kuribayashi
- Kiri Dalena, Filippinerna
- Nguyen Trinh Thi, Vietnam
- Safdar Ahmed, Australien
- Sakuliu
- Atis Rezistans/Ghetto Biennale
- Marwa Arsanios, Libanon
- Sourabh Phadke, arkitekt och jordkonstnär, Indien
- yasmine eid-sabbagh, fotograf, Libanon
- *foundationClass*collective
- Alice Yard, konstnärskollektiv från Trinidad och Tobago
- Erick Beltrán, Mexiko
- LE 18
- MADEYOULOOK
- Party Office b2b Fadescha
- Serigrafistas queer
- Amol K Patil, koncept- och performanceartist från Indien
- BOLOHO
- Cao Minghao & Chen Jianjun
- CHANG En-man
- Sa Sa Art Projects
- Hamja Ahsan, Storbritannien
- Jimmie Durham, USA
- La Intermundial Holobiente
- Pınar Öğrenci, Turkiet
- Saodat Ismailova, Uzbekistan
- Baan Noorg Collaborative Arts and Culture
- Dan Perjovschi, Rumänien
- Fehras Publishing Practices
- Nhà Sàn Collective, konstnärskollektiv, Vietnam
- The Nest Collective, folkmusikorganisation, Storbritannien
- Another Roadmap Africa Cluster (ARAC)
- Archives des luttes des femmes en Algérie
- Asia Art Archive, Hongkong-baserat konstcentrum
- Centre d’art Waza, konstcentrum, Kongo-Kinshasa
- El Warcha, konstnärskollektiv, Tunisien
- Graziela Kunsch, Brasilien
- Keleketla! Library, konstcentrum, Johannesburg, Sydafrika
- Komîna Fîlm a Rojava, filmarekollektiv i Rojava, Syrien
- Sada [regroup], konstnärsnätverk i Bagdad, Irak
- Siwa plateforme – L’Economat at Redeyef, kulturorganisation, Redeyef, Tunisien
- The Black Archives, dokumentationscenter, Nederländerna

## Kontrovers om antisemitism
Den 16 juli meddelades att chefen för documenta fifteen och tillika chef för konstmuseet Fridericianum Sabine Schormann tvingats att avsluta sina båda uppdrag till följd av antisemitiska inslag i den 8 x 20 meter stora målningen People’s Justice från 2002 av det indonesiska konstnärskollektivet Taring Padi på Friedrichsplatz som ingått i utställningen.
Målningen täcktes över några dagar efter utställningens öppnande och monterades ned dagen efter.
Den deltagande tyska konst- och dokumentärfilmaren Hito Steyerl drog i början av juli tillbaka sina två konstverk från utställningen i protest mot organisatörernas hantering av anklagelserna för antisemitism.

## Bildgalleri

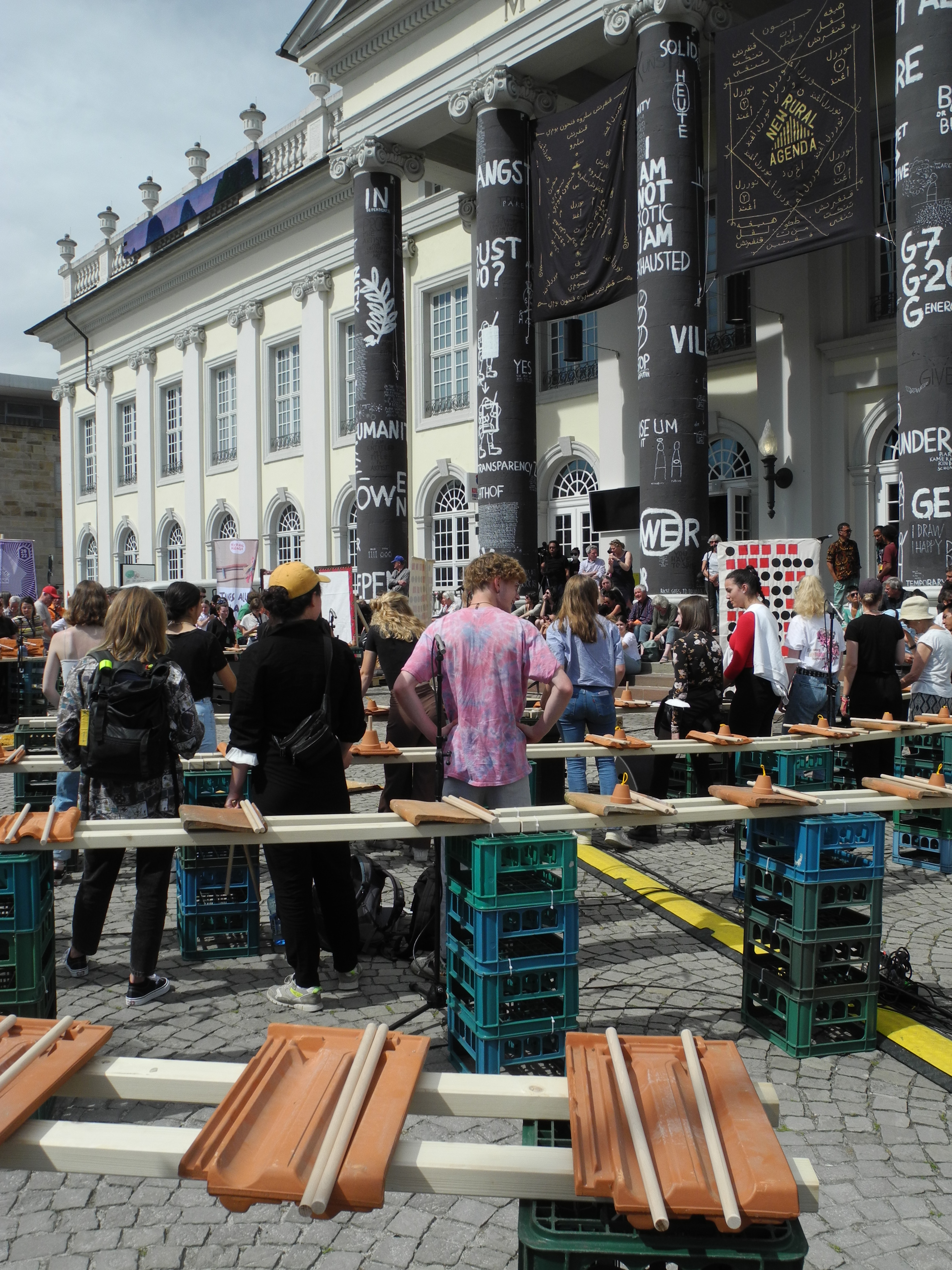
Fridericianum, den 21 juni 2022
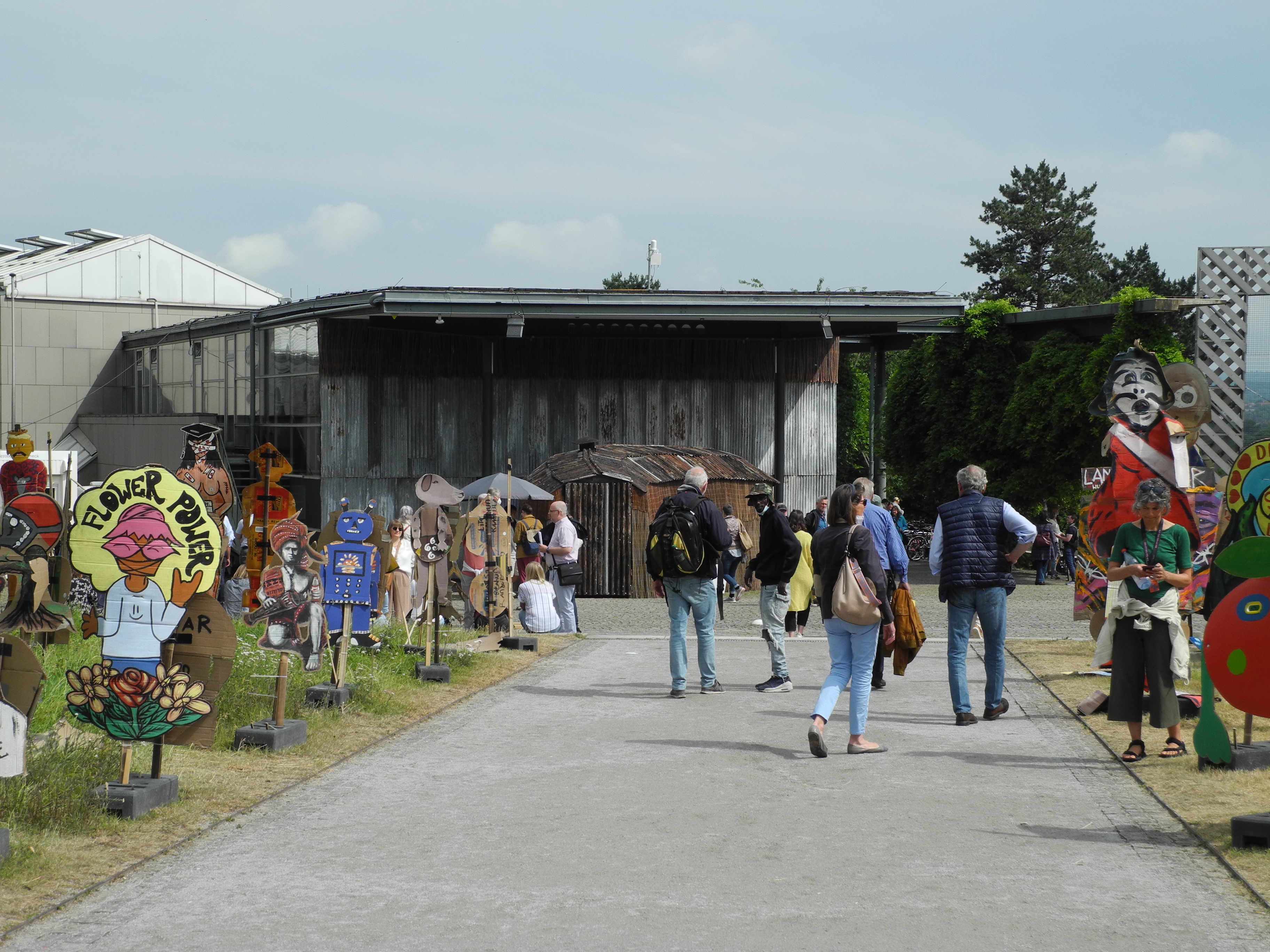
documenta Halle den 20 juni 2022
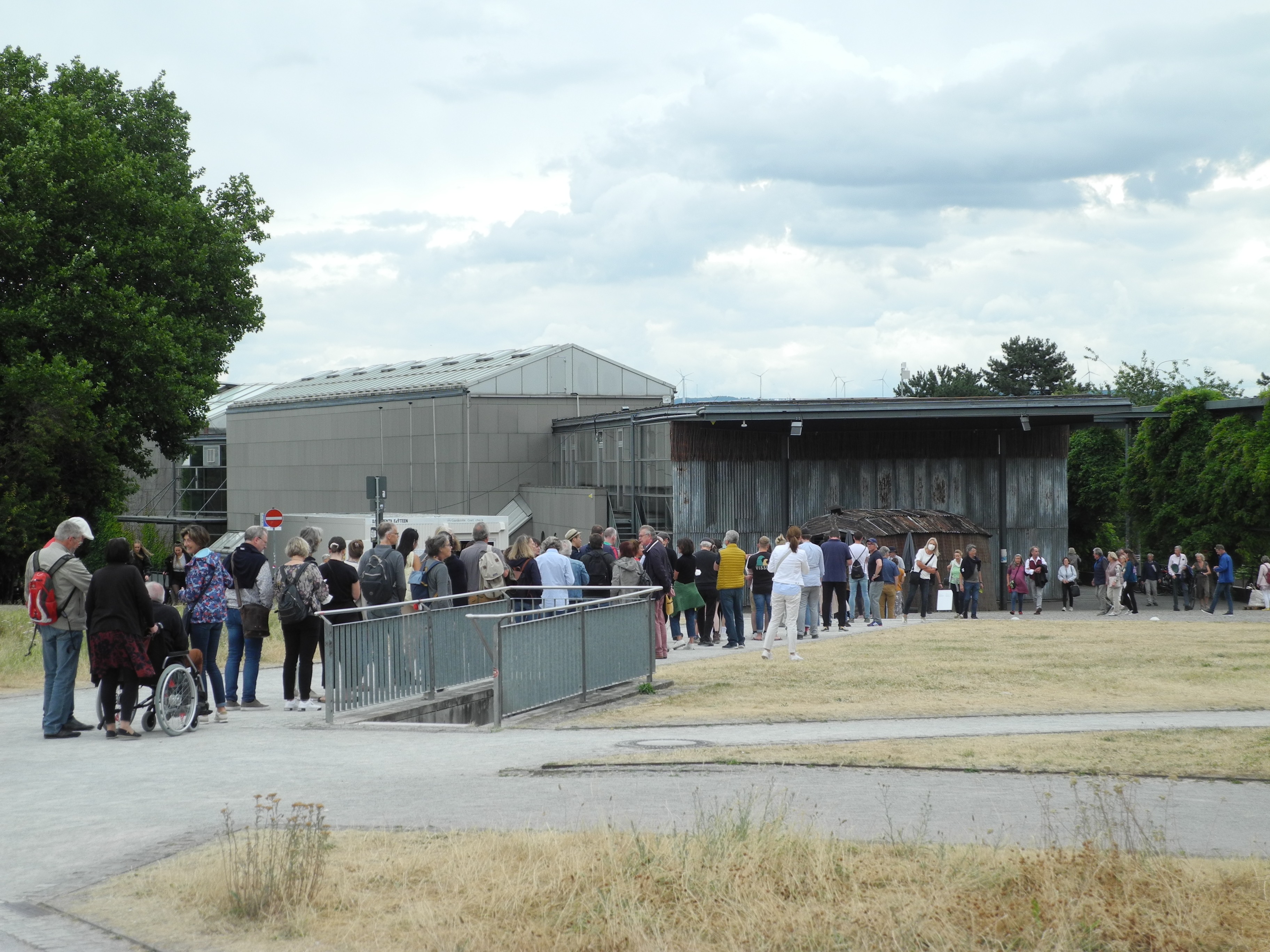
documenta Halle den 9 juni 2022
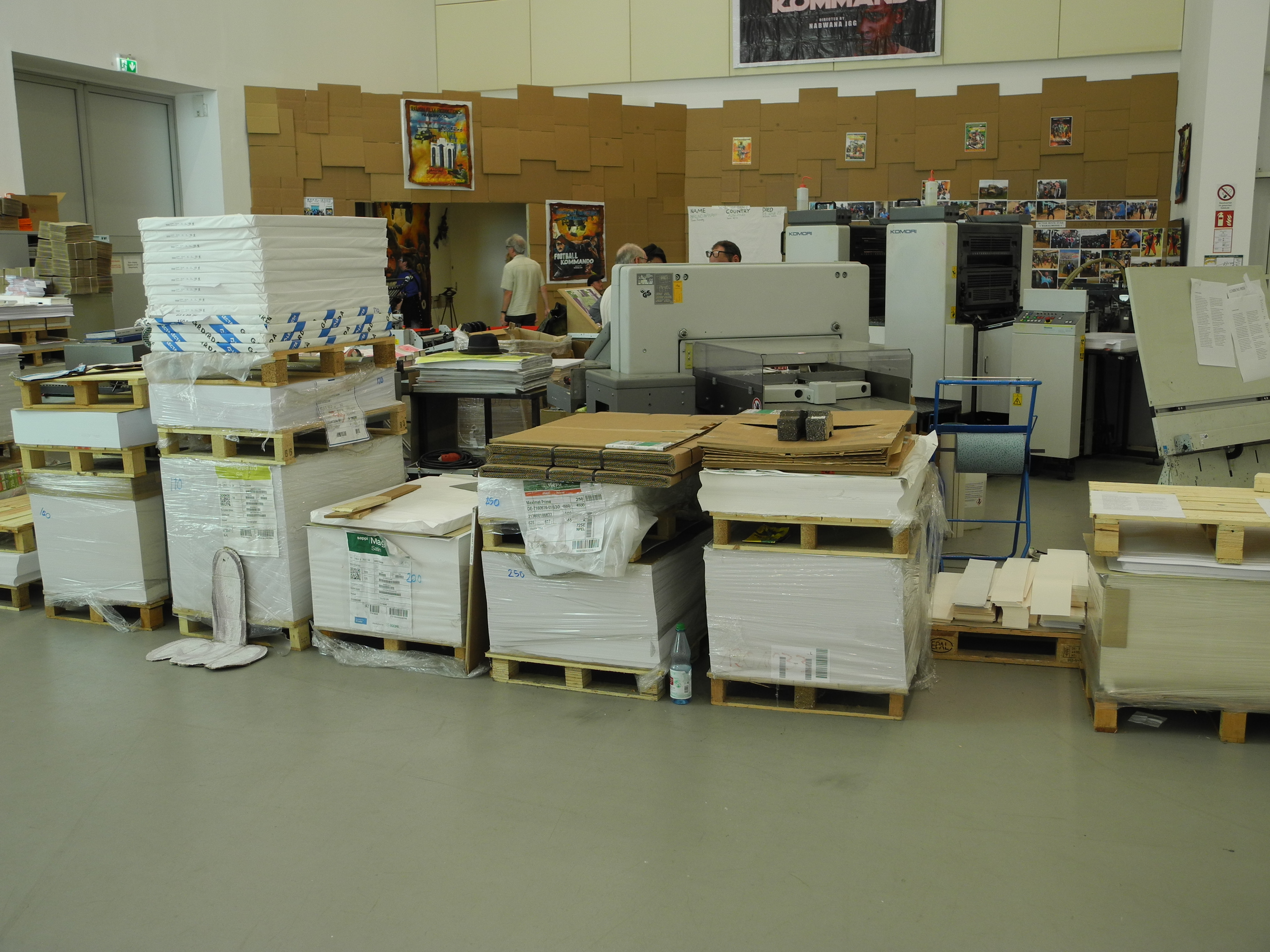
"lumburg Press, tryckeri i "documenta Halle", en av utställningslokalerna
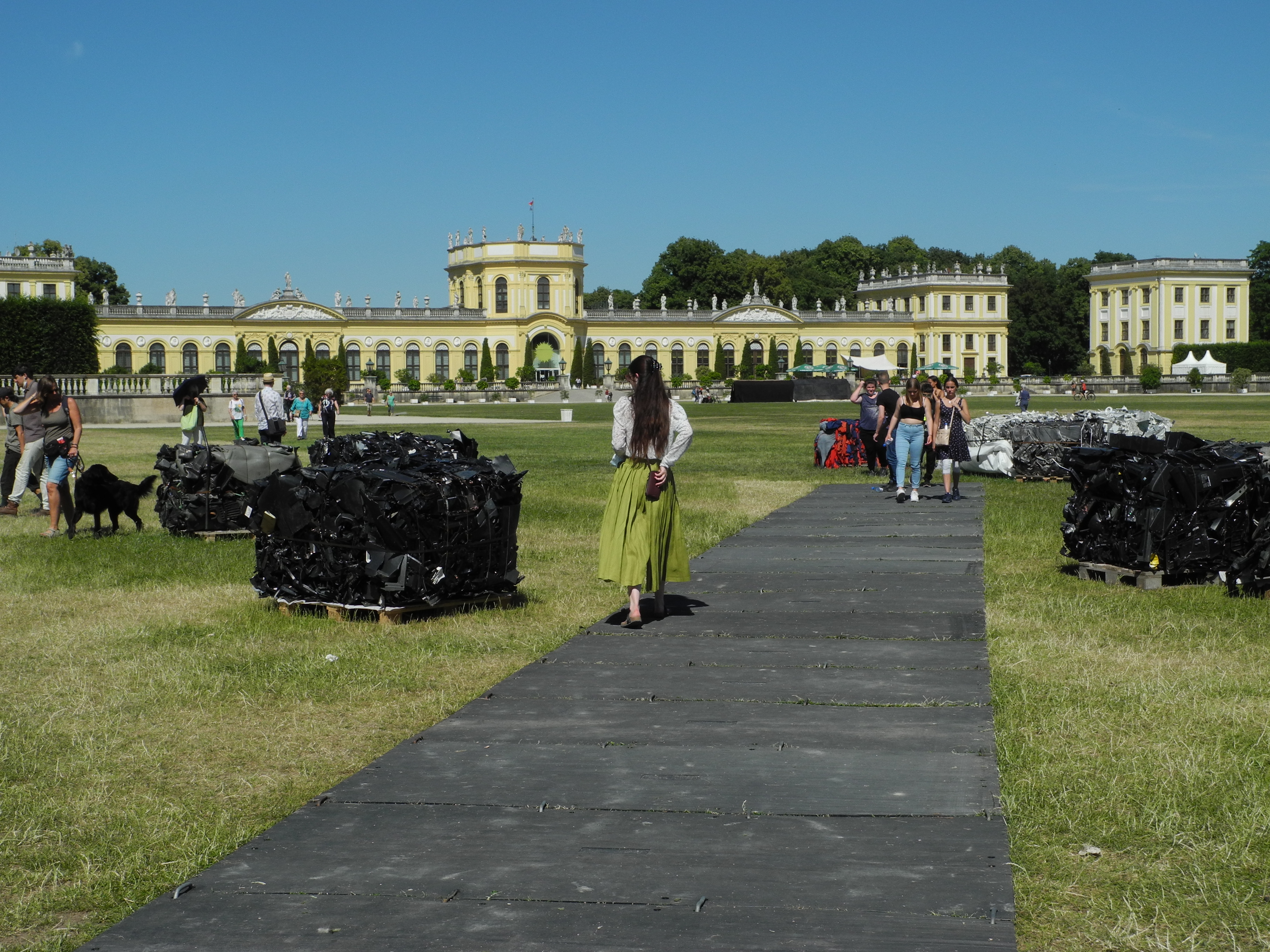
Orangeriet på Karlsaue med installationen Return to Sender av det kenyanska konstnärskollektivet The Nest Collective